# Liste von Persönlichkeiten der Stadt Brașov

Wappen der Stadt Brașov

Die folgende Liste enthält Personen, die in der rumänischen Stadt Brașov (deutsch Kronstadt, ungarisch Brassó) geboren wurden, sowie solche, die zeitweise dort gelebt und gewirkt haben. Die Liste erhebt keinen Anspruch auf Vollständigkeit.

## In Brașov geborene Persönlichkeiten

### Bis 1800

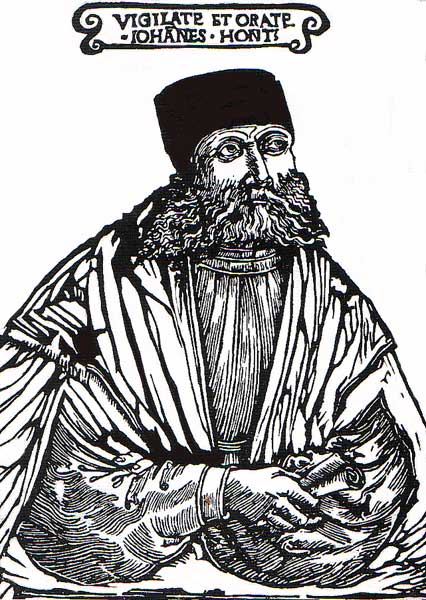
Johannes Honterus

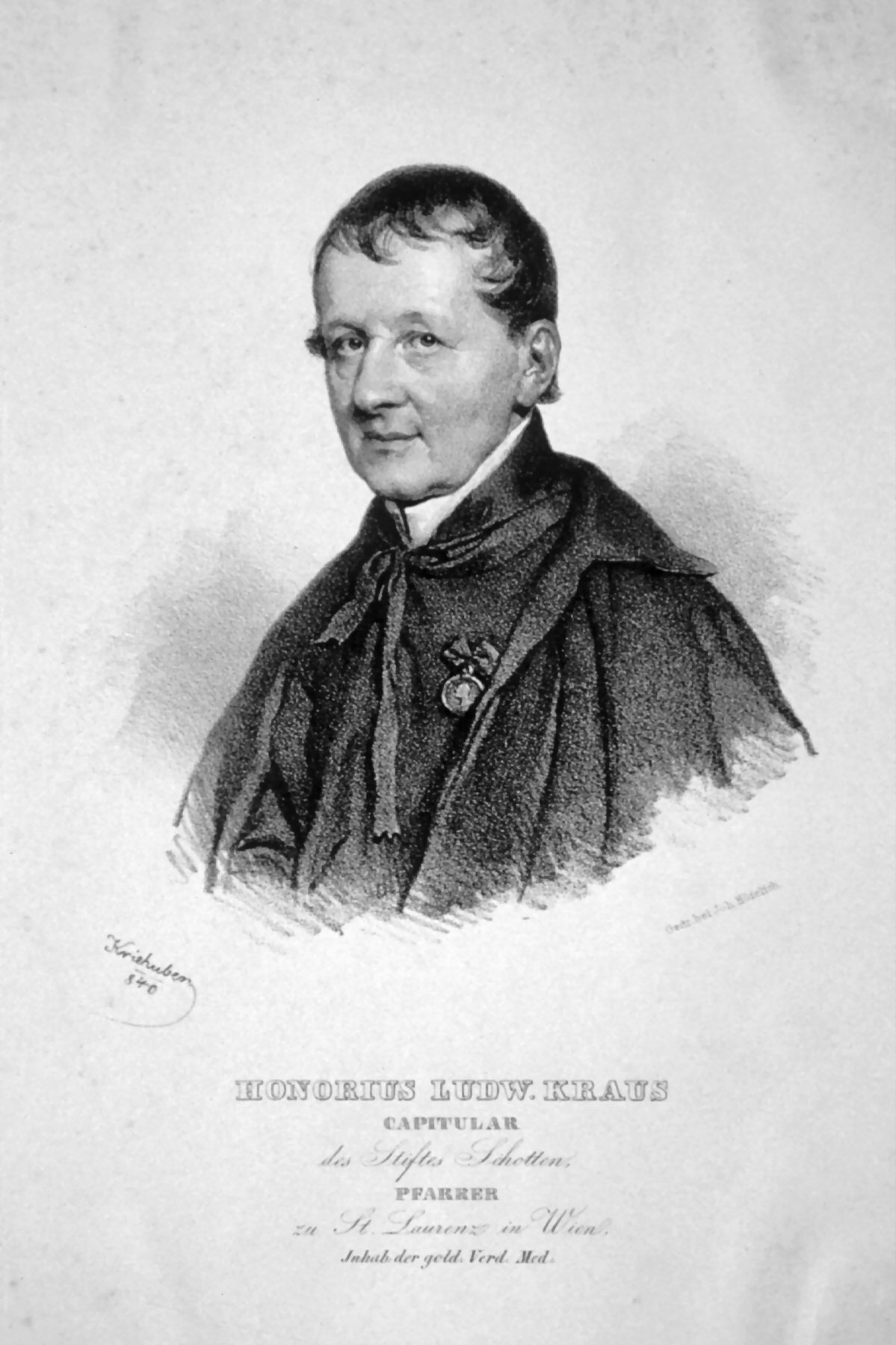
Honorius Kraus

- Johannes Honterus (1498–1549), Humanist und Reformator, Schulmann, Bildschnitzer, Papiermüller und Druckereibetreiber
- Valentin Bakfark (1507 oder 1527–1576), Lautenist und Komponist
- Paulus Kyr (1510–1588), Stadtarzt von Kronstadt
- Valentin Wagner (1510–1557), evangelischer Theologe, Rektor des Honterus-Gymnasiums
- Matthias Fronius (1522–1588), Geistlicher und Stadtrichter
- Martin Schmeitzel (1679–1747), Historiker und Heraldiker
- Georg Rauss (um 1695/1700–1762), lutherischer Geistlicher im Königreich Polen
- Samuel von Drauth (1706–1739), Arzt und Mitglied der Leopoldina
- Martin Lange (1753–1792), Arzt und Mitglied der Leopoldina
- Lukas Joseph Marienburg (1770–1821), Historiker, Lehrer und Pfarrer
- Honorius Kraus (1773–1850), Benediktiner und Seelsorger
- Christian Heyser (1776–1839), Theologe und Dramatiker
- Friedrich Hensel (1781–1809), Ingenieur-Hauptmann in der österreichischen k.k. Armee und Erbauer und Kommandant des Forts Malborgeth
- Johann Martin Honigberger (1795–1869), Apotheker und Orientforscher
- Joseph Trausch von Trauschenfels (1795–1871), Lexikograph

### 19. Jahrhundert

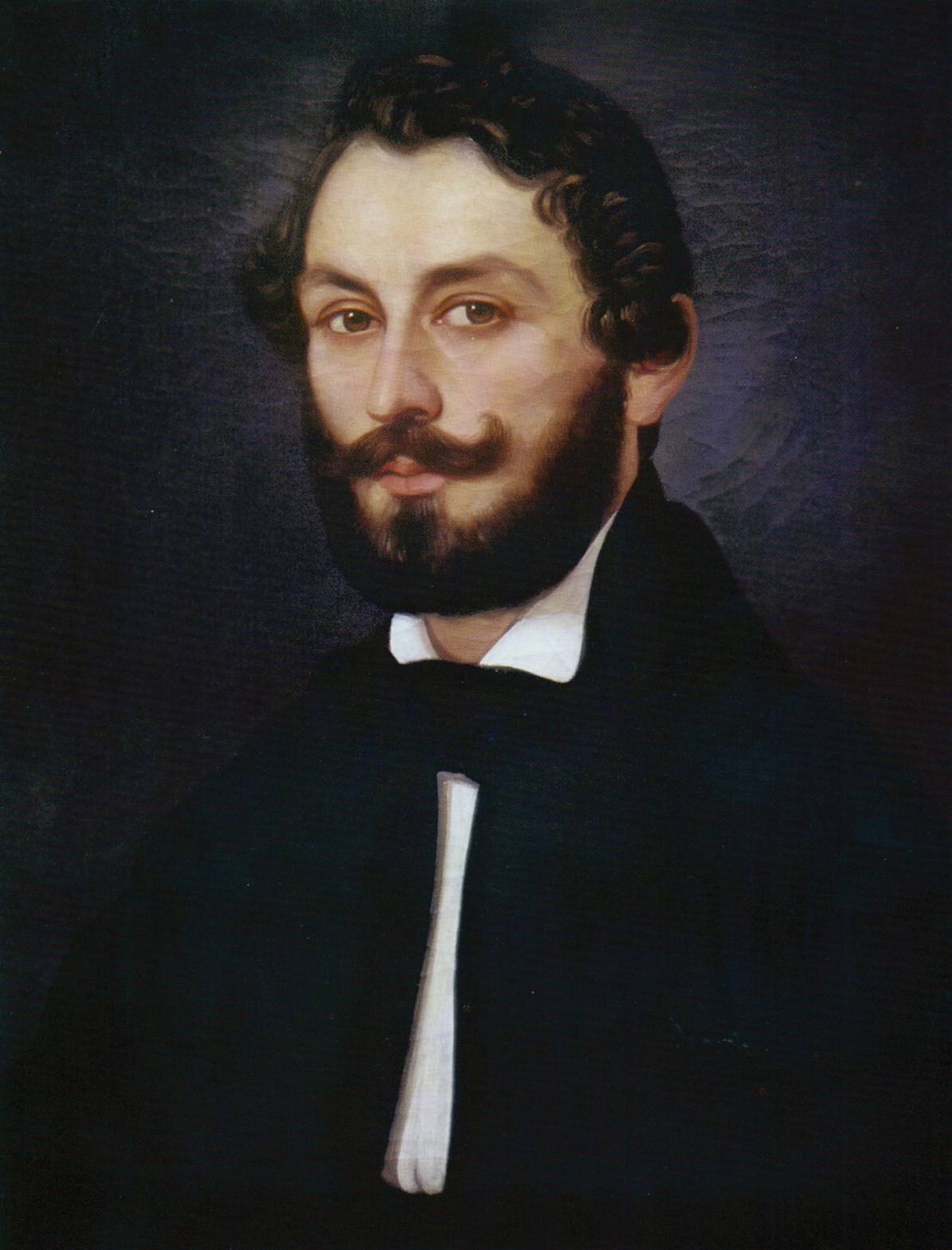
Constantin Lecca

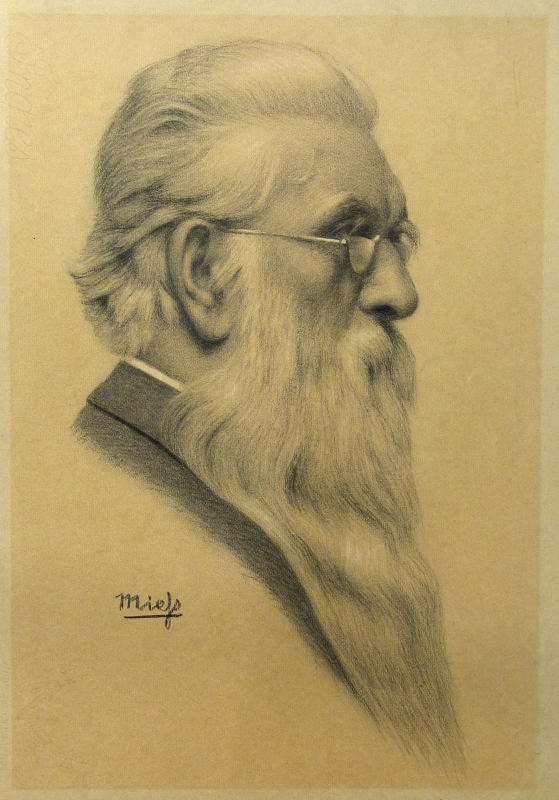
Rudolph Friedrich Miess

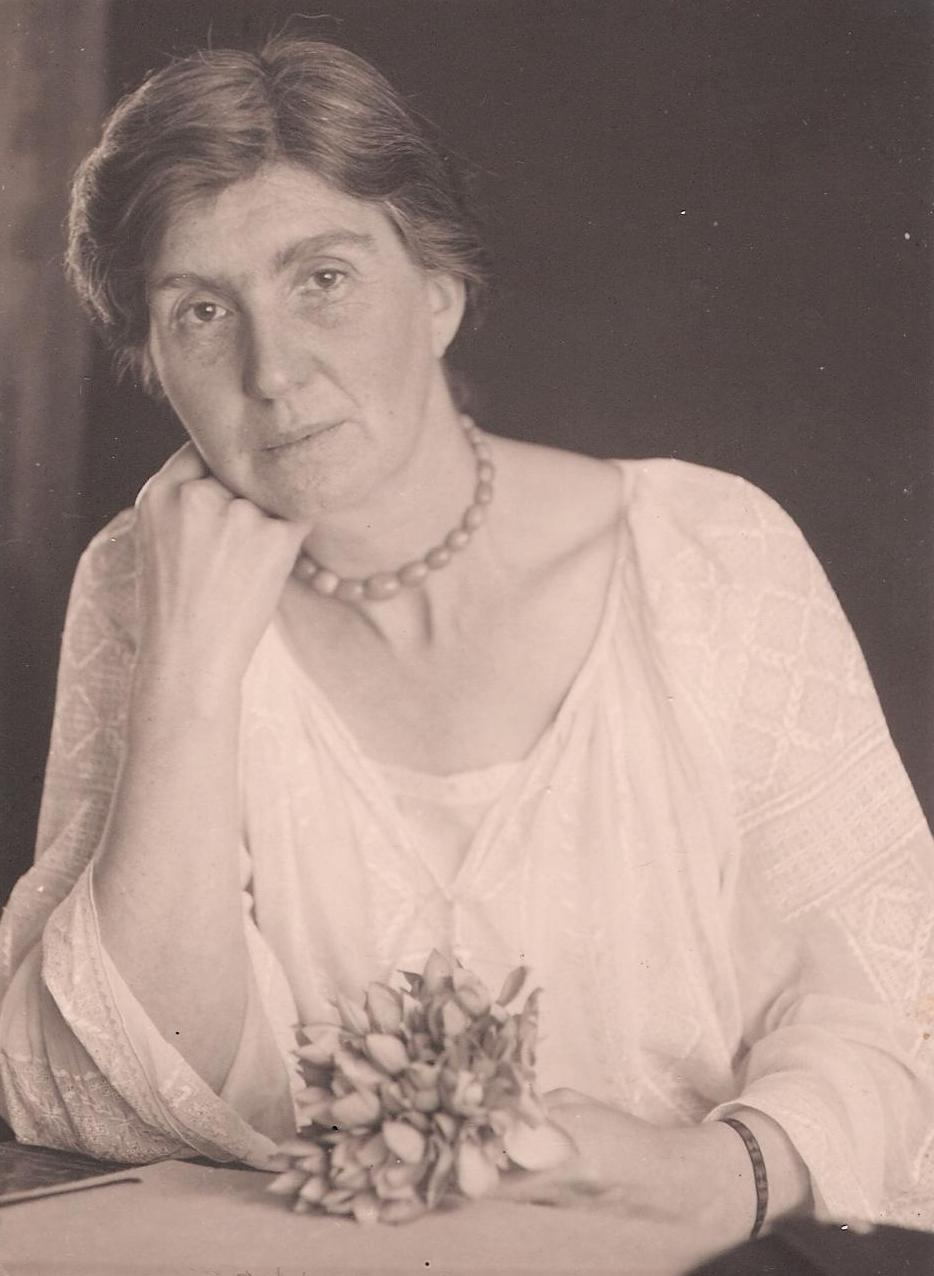
Margarete Depner

- Constantin Lecca (1807–1887), Maler
- Carl Schneider (1817–1875), Orgelbauer
- Johann Karl Eugen Trausch von Trauschenfels (1833–1903), Publizist, Historiker
- Ludwig Korodi (1834–1901), Rektor des Honterusgymnasiums, Abgeordneter im Ungarischen Reichstag
- Eduard Gusbeth (1839–1921), Arzt und Medizinhistoriker in Kronstadt
- George Dima (1847–1925), Komponist und Dirigent
- Julius Paul Römer (1848–1926), Botaniker
- Franz Hiemesch (1849–1911), Bürgermeister von Kronstadt
- Friedrich Miess (1854–1935), siebenbürgisch-sächsischer Maler
- József Koszta (1861–1949), Maler
- Johann Donath (1866–1941), deutscher Buchdrucker, Redakteur und Politiker (SPD)
- Ludwig Hesshaimer (1872–1956), Zeichner, Radierer und Illustrator
- Viktor Knaller (1873–1932), ungarischer Politiker der deutschen Minderheit
- Karl Gräser (1875–1916), österreichisch-ungarischer Offizier und Aussteiger
- Paul Richter (1875–1950), Komponist[1]
- Lula Mysz-Gmeiner (1876–1948), Konzertsängerin
- Thusnelda Henning-Hermann (1877–1965), österreichische Dichterin
- Adolf Meschendörfer (1877–1963), Schriftsteller
- Gustav Gräser (1879–1958), Künstler
- Elena Popea (1879–1941), Malerin
- Charles François (1882–1958), deutscher Filmschauspieler
- Oswald Thomas (1882–1963), Astronom und Universitätsprofessor
- Hans Eder (1883–1955), Maler
- Walther Teutsch (1883–1964), deutscher Maler, Zeichner und Illustrator
- Ernst Heinrich Graeser (1884–1944), Maler
- Hans Mattis-Teutsch (1884–1960), Maler, Grafiker, Kunsttheoretiker, Dichter und Kunstpädagoge
- Eduard Morres (1884–1980), Maler und Zeichner[2]
- Oszvald Toroczkai (1884–1951), Maler
- Margarete Depner (1885–1970), Bildhauerin, Malerin
- Hans Hermann (1885–1980), Maler, Grafiker, Zeichner und Kunsterzieher
- Hermann Morres (1885–1971), Maler, Kunstpädagoge, Komponist
- Erwin Schnell (1885–1980), Jäger, Landwirt und Autor
- Lajos Áprily (1887–1967), Dichter
- Egon Hajek (1888–1963), Komponist, Autor und Pfarrer
- Erich Albrecht (1890–1949), deutscher Jurist und Diplomat
- Erik-Ernst Schwabach (1891–1938), deutscher Verleger, Autor und Mäzen
- Waldemar Gust (1892–1953), Anführer der „Erneuerungsbewegung“ im Burzenland um Kronstadt und Mitbegründer und stellvertretender Präsident der radikal-nazistischen „Deutschen Volkspartei Rumäniens“
- Heinrich Zillich (1898–1988), Schriftsteller
- Brassaï, eigentlich Gyula Halász (1899–1984), Fotograf

### 20. Jahrhundert

#### 1901 bis 1950

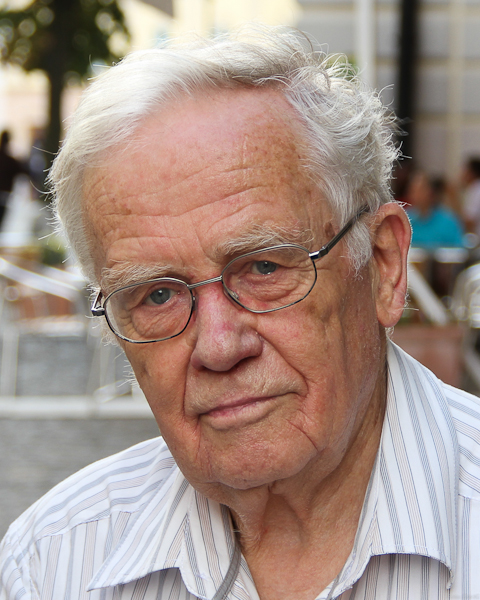
Paul Philippi

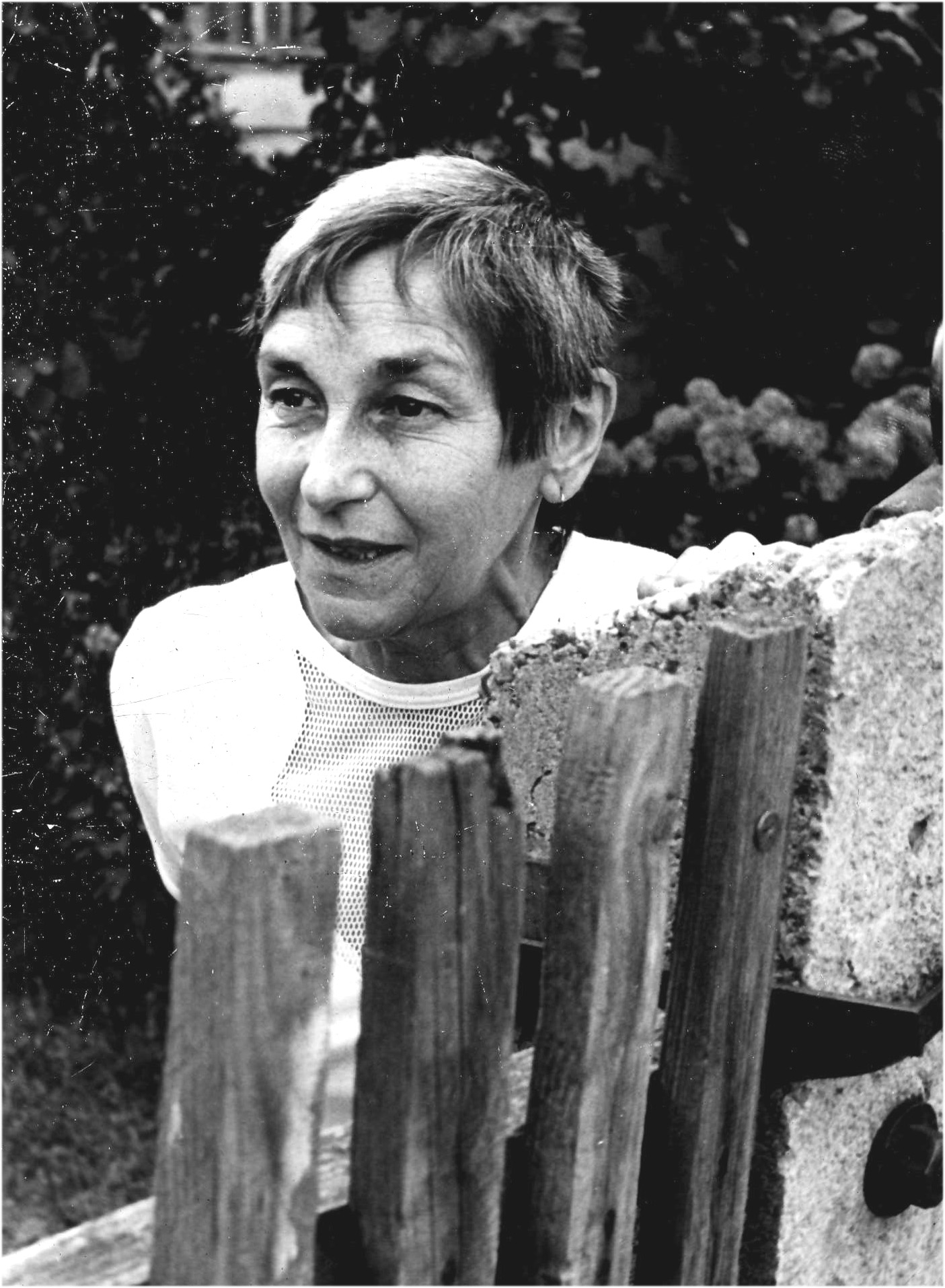
Doina Cornea

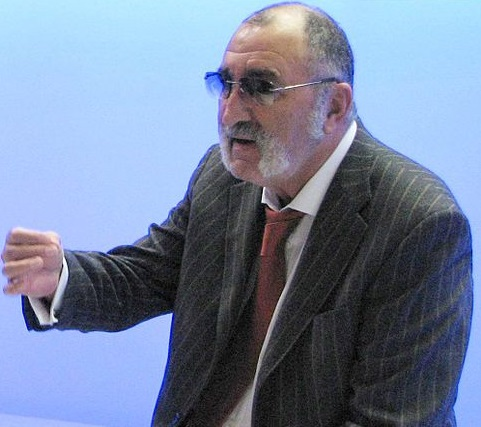
Ion Țiriac

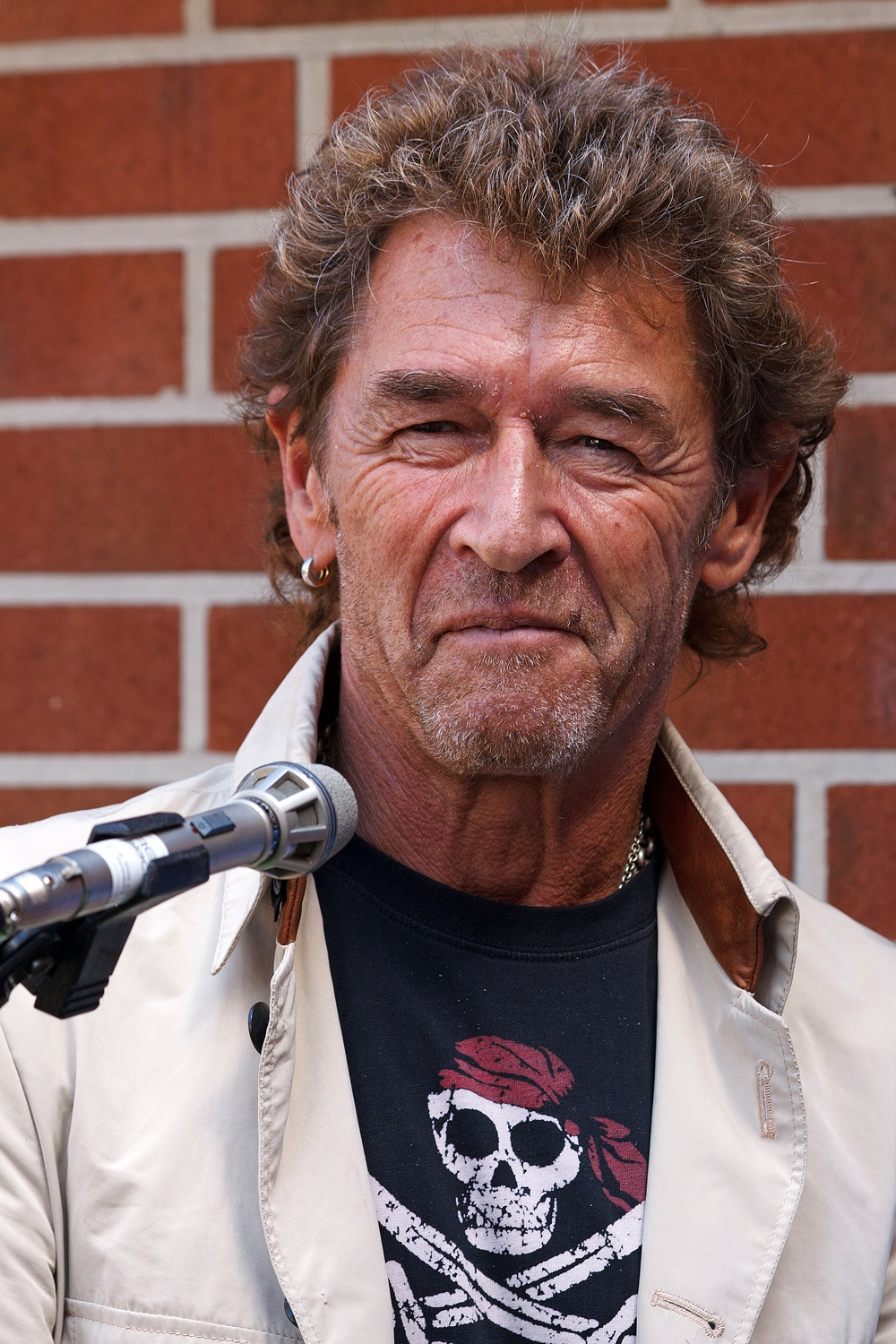
Peter Maffay

- Tudor Ciortea (1903–1982), Komponist
- Hermann Gross (1903–2002), Wirtschaftswissenschaftler
- Carl Merz, bürgerlich Carl Czell (1906–1979), österreichischer Kabarettist und Schriftsteller
- Friedrich „Fritz“ Cloos (1909–2004), NS-Amtswalter und Agent der Securitate
- Harald Meschendörfer (1909–1984), Maler und Graphiker
- Jean Rounault (1910–1987), Schriftsteller und Übersetzer
- Nicolae Chicomban (1913–1984), Radrennfahrer
- Friedrich von Bömches, Ritter von Boor (1916–2010), Maler und Graphiker
- Georg Scherg (1917–2002), Lehrer und Schriftsteller
- Walter Biemel (1918–2015), Philosoph
- Adolf Hartmut Gärtner (1916–2017), Musiklehrer und Chorleiter
- Edgar Wenzel (1919–1980), Schauspieler und Tänzer
- Mihai Brediceanu (1920–2005), Komponist
- Johannes Schreiber (* 1921), rumänisch-österreichischer Maler, Grafiker, Gebrauchsgrafiker und Kunstpädagoge
- Bruno Moravetz (1921–2013), Sportreporter
- Paul Philippi (1923–2018), evangelischer Theologe, Historiker und Politiker
- Maria Adler-Krafft (1924–2019), Malerin und Grafikerin
- Hans Marko (1925–2017), Ingenieur der Nachrichtentechnik und Hochschullehrer an der TU München
- Frieder Zaminer (1927–2017), deutscher Musikhistoriker
- Doina Cornea (1929–2018), rumänische antikommunistische Dissidentin und Menschenrechtlerin
- Arnold Hauser (1929–1988), deutschsprachiger Schriftsteller
- Dieter Knall (1930–2019), lutherischer Bischof in Österreich
- Peter Kukelka (1934–2018), österreichischer Instrumentenbauer und Hochschullehrer
- Frieder Latzina (1936–2023), Musikverleger
- Uta Poreceanu (1936–2018), Kunstturnerin
- Günther Bosch (* 1937), Tennisspieler und -trainer
- Florea Costea (1937–2019), rumänischer Archäologe und Althistoriker
- Hermann Fabini (* 1938), Architekt und Politiker
- Yoel Hoffmann (1937–2023), israelisch-jüdischer Autor, Herausgeber, Gelehrter und Japanologe
- Mihai Nadin (* 1938), Kunsthistoriker, Philosoph, Informatiker
- Claus Stephani (* 1938), Schriftsteller, Ethnologe, Kunsthistoriker, Journalist
- Ion Țiriac (* 1939), Tennisspieler, Manager von Boris Becker und heute Großunternehmer in Rumänien
- Ingmar Brantsch (1940–2013), deutscher Schriftsteller
- Violeta Andrei (* 1941), Schauspielerin
- Peter Dressler (1942–2013), österreichischer Fotograf
- Wolfgang Güttler (1945–2022), Kontrabassist
- Oleg Molokojedov (1947–2022), sowjetisch-litauischer Jazzmusiker
- Peter Maffay (* 1949), Musiker
- Stelian Moculescu (* 1950), Volleyball-Bundestrainer der Männer

#### 1951 bis 1960
- Nicolae Munteanu (* 1951), Handballspieler

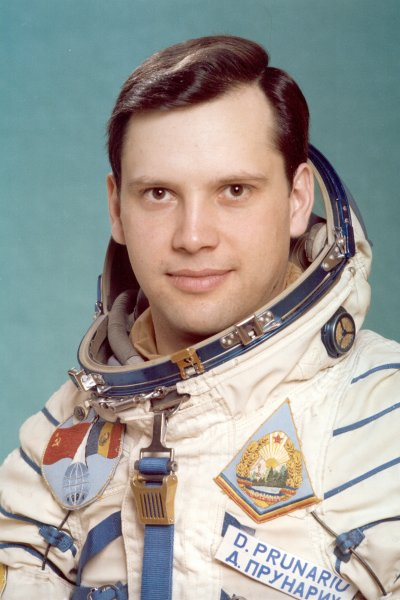
Dumitru Prunariu

- Klaus Popa (1951–2021), Historiker und Autor
- Christian W. Schenk (* 1951), Arzt, Dichter, Übersetzer, Verleger
- Stelian Anghel (1952–2009), Fußballspieler
- Dumitru Prunariu (* 1952), Kosmonaut (erster Rumäne im Weltraum), Politiker
- Beatrice Primus (1953–2019), Linguistin und Professorin für Sprachwissenschaft
- Ria Schindler (* 1953), Theater- und Fernsehschauspielerin
- Ioan Christian Toma (* 1953), Theaterregisseur
- Gheorghe Gheorghiu (* 1954), Sänger
- Teodor Anghelini (* 1954), Fußballspieler
- Klaus Hensel (* 1954), Schriftsteller
- Karin Bruder (* 1960), Kinder- und Jugendbuchautorin

#### 1961 bis 1970
- Konrad Schuller (* 1961), Journalist
- Leonard Orban (* 1961), Politiker

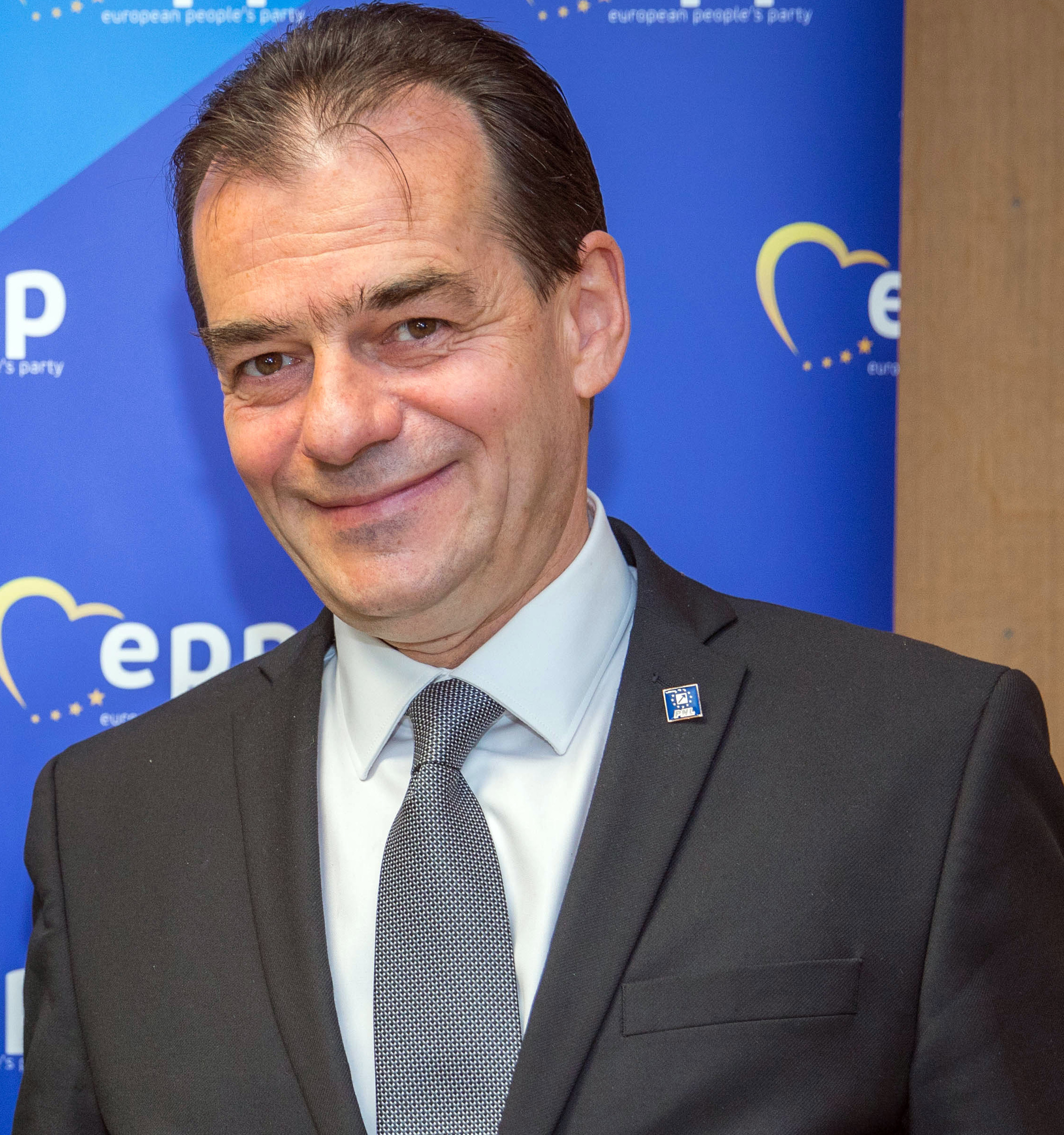
Ludovic Orban

- Richard Reschika (* 1962), Autor und Übersetzer
- Ludovic Orban (* 1963), Politiker
- Marius Lăcătuș (* 1964), Fußballspieler
- Dumitru Stângaciu (* 1964), Fußballspieler
- Caius Dobrescu (* 1966), Autor
- Adolphe Binder (* 1969), Kulturmanagerin und Tanzkuratorin
- Ovidiu Olteanu (* 1970), Mittel- und Langstreckenläufer

#### 1971 bis 1980
- Daniel Isăilă (* 1972), Fußballspieler
- Ileana Tonca (* 1972), Sopranistin
- Ursula Ackrill (* 1974), Schriftstellerin

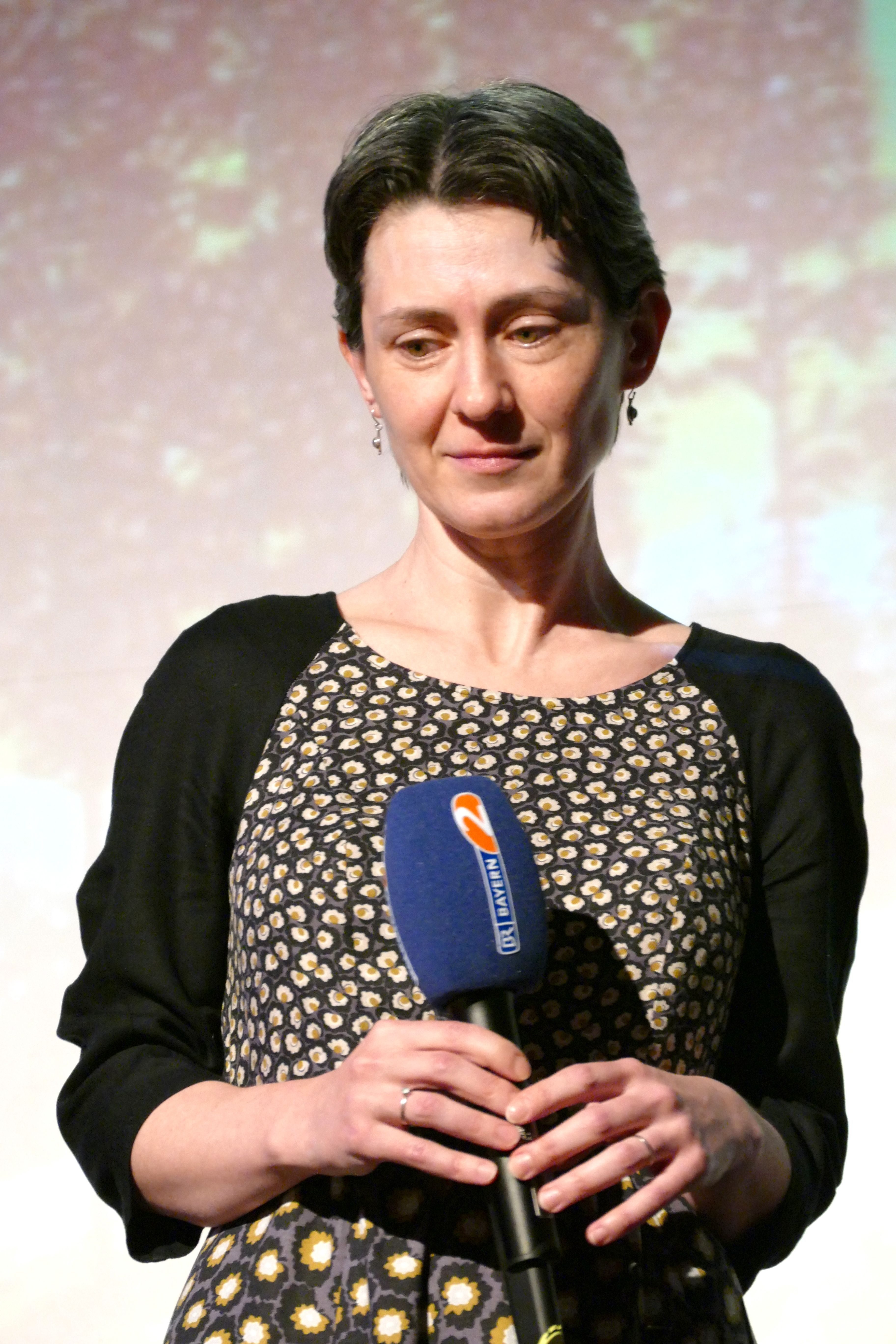
Ursula Ackrill

- Gerald Volkmer (* 1974), Historiker und Rechtswissenschaftler
- Liviu-Dieter Nisipeanu (* 1976), Schachgroßmeister, Europameister 2005
- Mugurel Buga (* 1977), Fußballspieler
- Dinu Todoran (* 1978), Fußballspieler und -trainer
- Mihaela Ursuleasa (1978–2012), Pianistin
- Roxana Mînzatu (* 1980), Politikerin
- Ioan Nan (* 1980), Skirennläufer

#### 1981 bis 1990
- Dony (* 1981), Sänger
- Tiberiu Ghioane (* 1981), Fußballspieler
- Traian Marc (* 1983), Fußballspieler

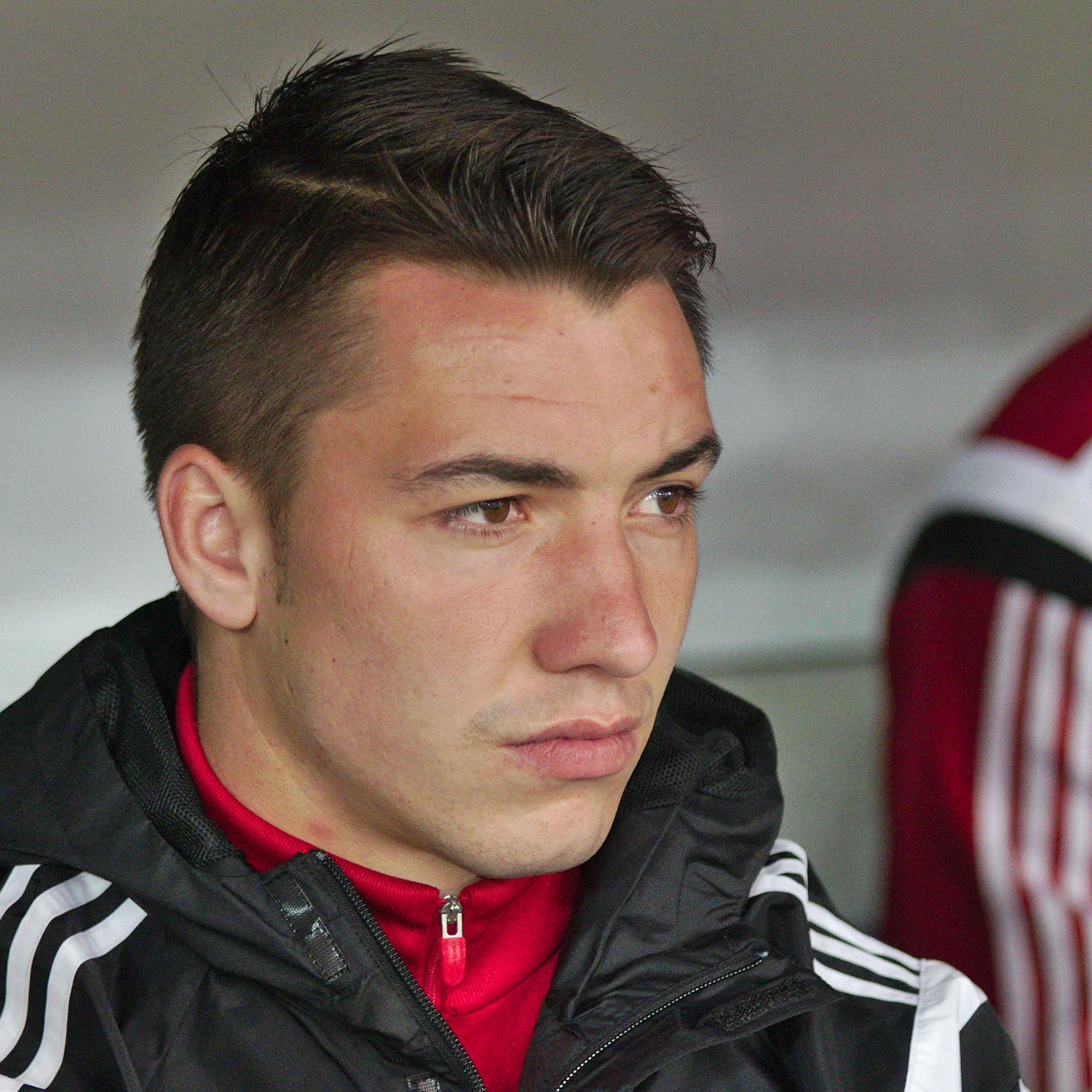
Alexandru Mateiu

- Ruxandră Nedelcu (* 1984), Freestyle-Skierin
- Simona-Iulia Matei (* 1985), Tennisspielerin
- Bianca Nărea (* 1986), Skirennläuferin
- Florin Pătrașcu (* 1986), Fußballspieler
- Sorin Strătilă (* 1986), Fußballspieler
- Luminița Pișcoran (* 1988), Biathletin
- Doris Schmidts (* 1988), Miss Germany 2009
- Mihai Marinescu (* 1989), Rennfahrer
- Alexandru Mateiu (* 1989), Fußballspieler
- Mihaela Nunu (* 1989), Leichtathletin
- Cornel Puchianu (* 1989), Biathlet
- Mihai Damian (* 1990), Skispringer

#### 1991 bis 2000
- Andreea Acatrinei (* 1992), Kunstturnerin
- George Buta (* 1993), Biathlet
- Gheorghe Pop (* 1993), Biathlet
- Remus Tudor (* 1993), Skispringer
- Nicolae Coman (* 1996), Leichtathlet
- Emil Dima (* 1997), Radrennfahrer
- Raul Flore (* 1997), Biathlet
- Daniela Haralambie (* 1997), Skispringerin

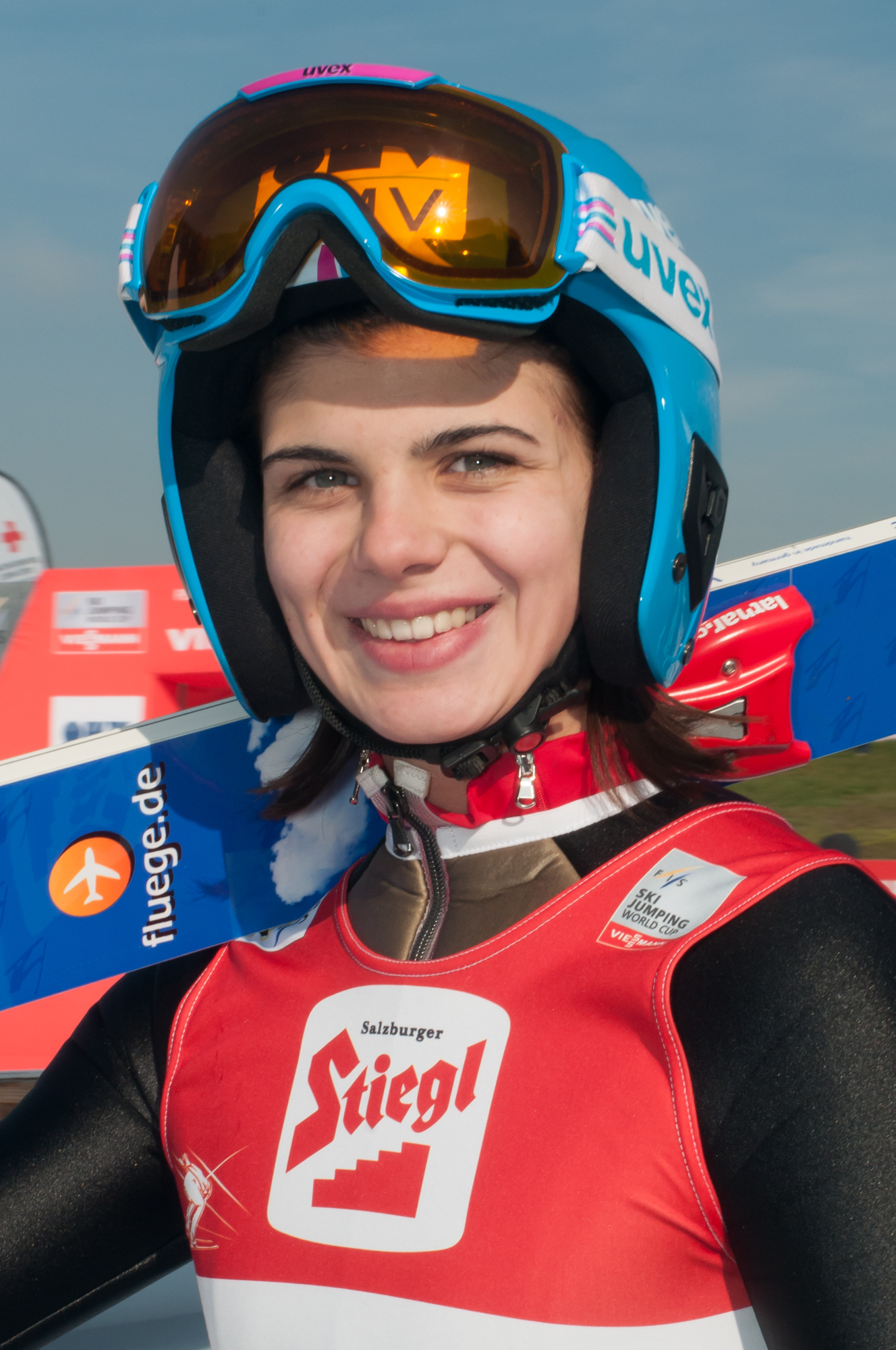
Daniela Haralambie

- Nicolae Sorin Mitrofan (* 1999), Skispringer
- Mihnea Spulber (* 2000), Skispringer

### 21. Jahrhundert
- Daniel Cacina (* 2001), Skispringer
- Delia Folea (* 2004), Skispringerin

## Persönlichkeiten, die mit Brașov in Verbindung stehen

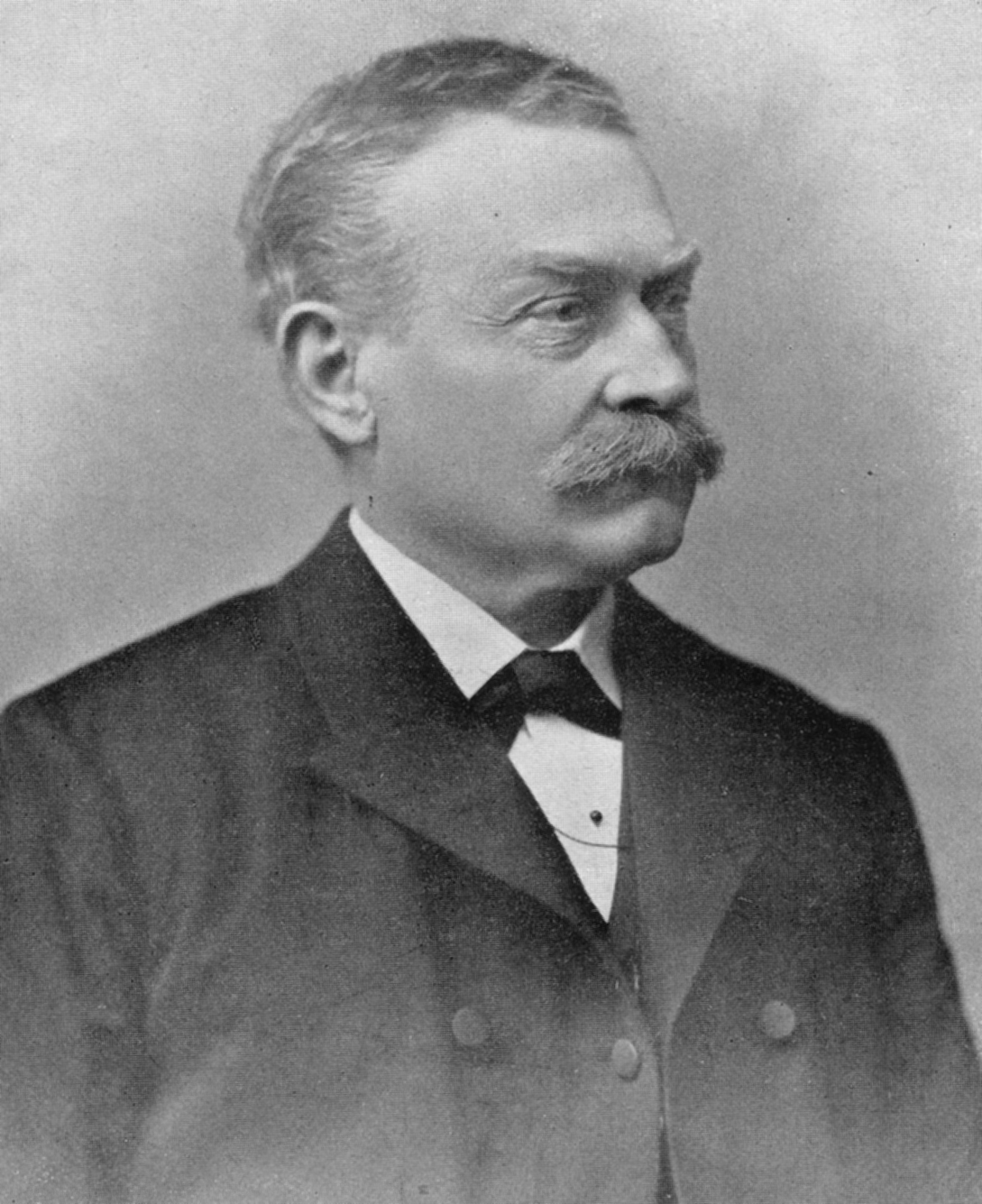
Franz Obert

- Petrus Mederus (1602–1678), Dichter, Lehrer und Geistlicher, Rektor des Gymnasiums, Stadtpfarrer und Dekan des Kapitels
- Johannes Prause (1755–1800), Orgelbauer aus Schlesien, lebte zeitweilig in Kronstadt
- Maximilian Leopold Moltke (1819–1894), Dichter und Publizist, dichtete 1846 hier das Siebenbürgenlied
- Franz Obert (1828–1908), Stadtpfarrer, Schriftsteller, Schulreformer und Politiker
- Carl Eduard Conrad (1830–1906), Politiker, Abgeordneter des königlichen ungarischen Reichstags in Budapest, öffentlicher königlicher Notar in Kronstadt
- Gustav von Branovaczky (1850–1935), Arzt und Medizinforscher, Augenheilkundler, Direktor des Städtischen Spitals und Stadtphysikus in Kronstadt
- Klaus Knall (* 1936), Dirigent und Kantor, in Kronstadt aufgewachsen